# Casandria xylinoides
Casandria xylinoides là một loài bướm đêm trong họ Noctuidae.